# Ezerets Knoll
Der Ezerets Knoll (englisch; bulgarisch Езерецка могила Eserezka mogila) ist ein schmaler, größtenteils vereister, in westnordwest-ostsüdöstlicher Ausrichtung 3,35 km langer, 0,8 km breiter und 900 m hoher Gebirgskamm an der Graham-Küste des Grahamlands im Norden der Antarktischen Halbinsel. In den westlichen Ausläufern des Bruce-Plateaus ragt er 16,2 km nordnordwestlich des Richardson-Nunataks, 18 km östlich des Crookes Peak und 6 km südwestlich des Dodunekov Peak auf. Der Hugi-Gletscher liegt westlich, der Rickmers-Gletscher nordöstlich von ihm.
Britische Wissenschaftler kartierten ihn 1976. Die bulgarische Kommission für Antarktische Geographische Namen benannte ihn 2015 nach Ortschaften im Nordosten und Südwesten Bulgariens.